# STV Uirapuru
O Uirapuru foi um automóvel esportivo brasileiro, fabricado pela Sociedade Técnica de Veículos (STV), de São Paulo (SP), empresa criada por Rigoberto Soler e Walter Hahn Jr.
O Uirapuru é continuação do 4200 GT (fabricado pela Brasinca), que foi adquirido pela STV em 1966. O 4200 GT foi então relançado com o nome Uirapuru (que seria o nome inicial do modelo antes da Brasinca optar por batizar com o próprio nome da empresa). Todos os modelos ofereciam, como opcionais, freios a disco e ar condicionado, porém o único carro que teve essa opção de freios foi famoso campeão brasileiro de Gran Turismo (carro 88) pilotado por Walter Hahn Jr e Expedito Marazzi.
Em 1967 a empresa encerrou a fabricação. Ao todo, considerando-se a produção do 4200 GT (pela Brasinca), foram construídos 76 exemplares do esportivo (alguns sob a forma de kits), incluídos dois conversíveis e o protótipo SW, a viatura "Gavião".